# Caruso St John Architects
Caruso St John è uno studio di architettura britannico fondato nel 1990 da Adam Caruso e Peter St John. Ha sede a Londra.
Sono stati selezionati e premiati con lo Stirling Prize nel 2000 e nel 2006 rispettivamente per il Walsall Art Gallery e il Brick House, prima di vincere nel 2016 con la Newport Street Gallery, che è stata costruita per ospitare la collezione d'arte privata dell'artista Damien Hirst.